# Котельная

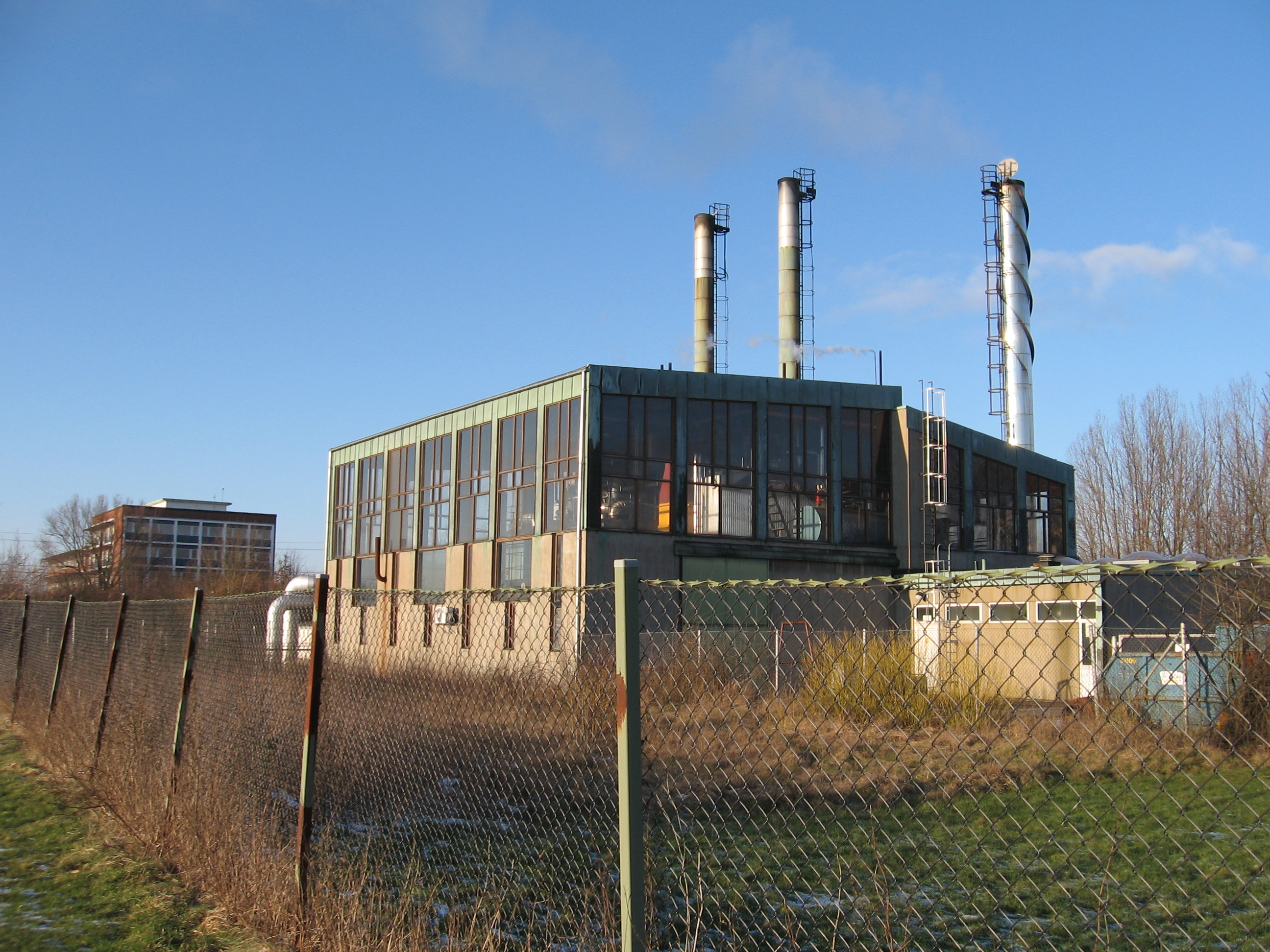
Котельная, Лунд, Швеция

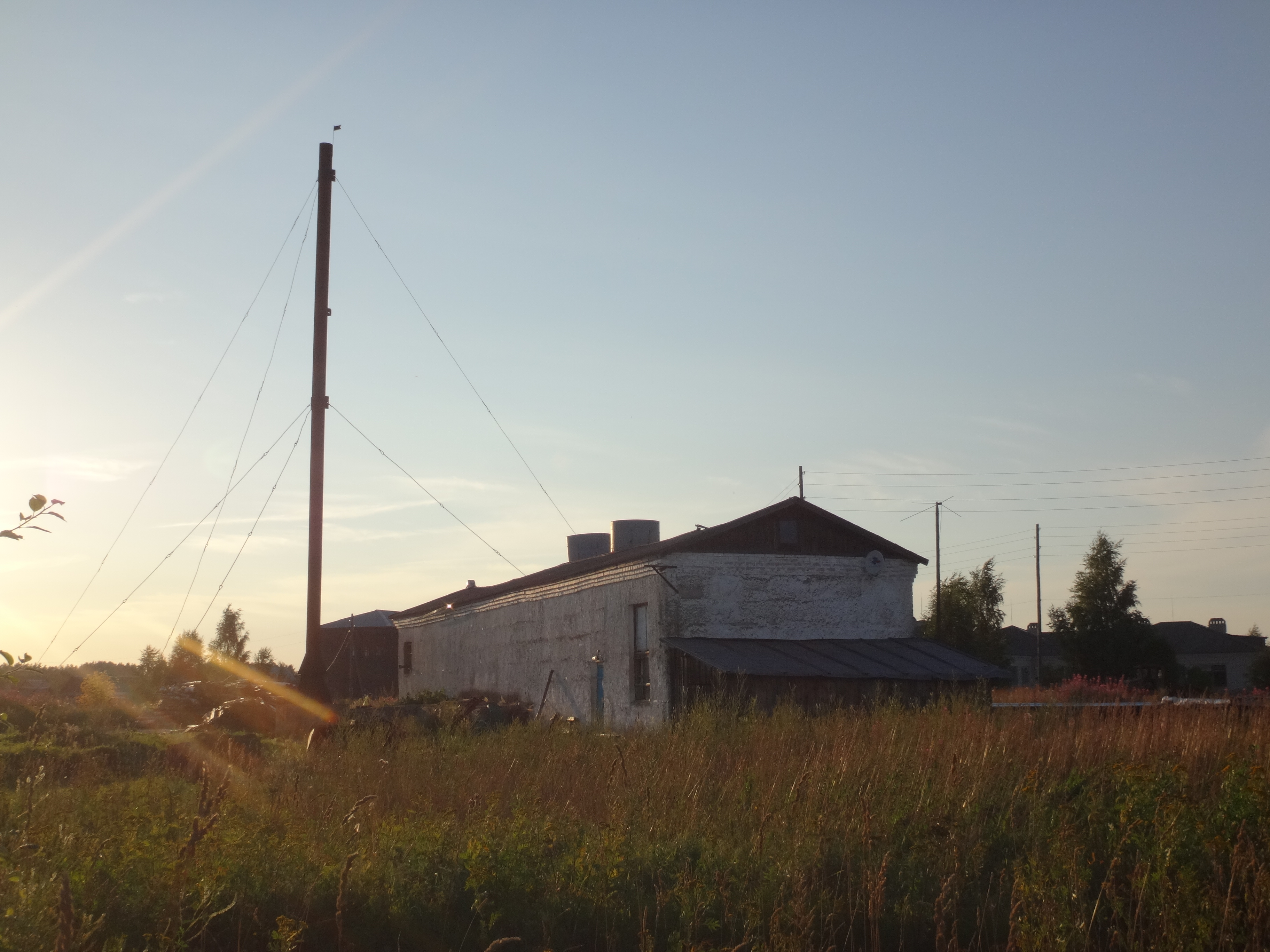
Котельная, деревня Слуды Вологодской области

Коте́льная — здание или помещение, в котором расположен комплекс устройств для выработки пара или горячей воды. Котельные установки бывают отопительные, отопительно-производственные и производственные.
Котельные соединяются с потребителями при помощи теплотрассы и/или паропроводов. Основным устройством котельной является паровой, жаротрубный и/или водогрейный котлы. Котельные используются при централизованном тепло- и пароснабжении или при местном снабжении, если эта котельная локального значения (в пределах частного дома, квартала).

## Классификация котельных

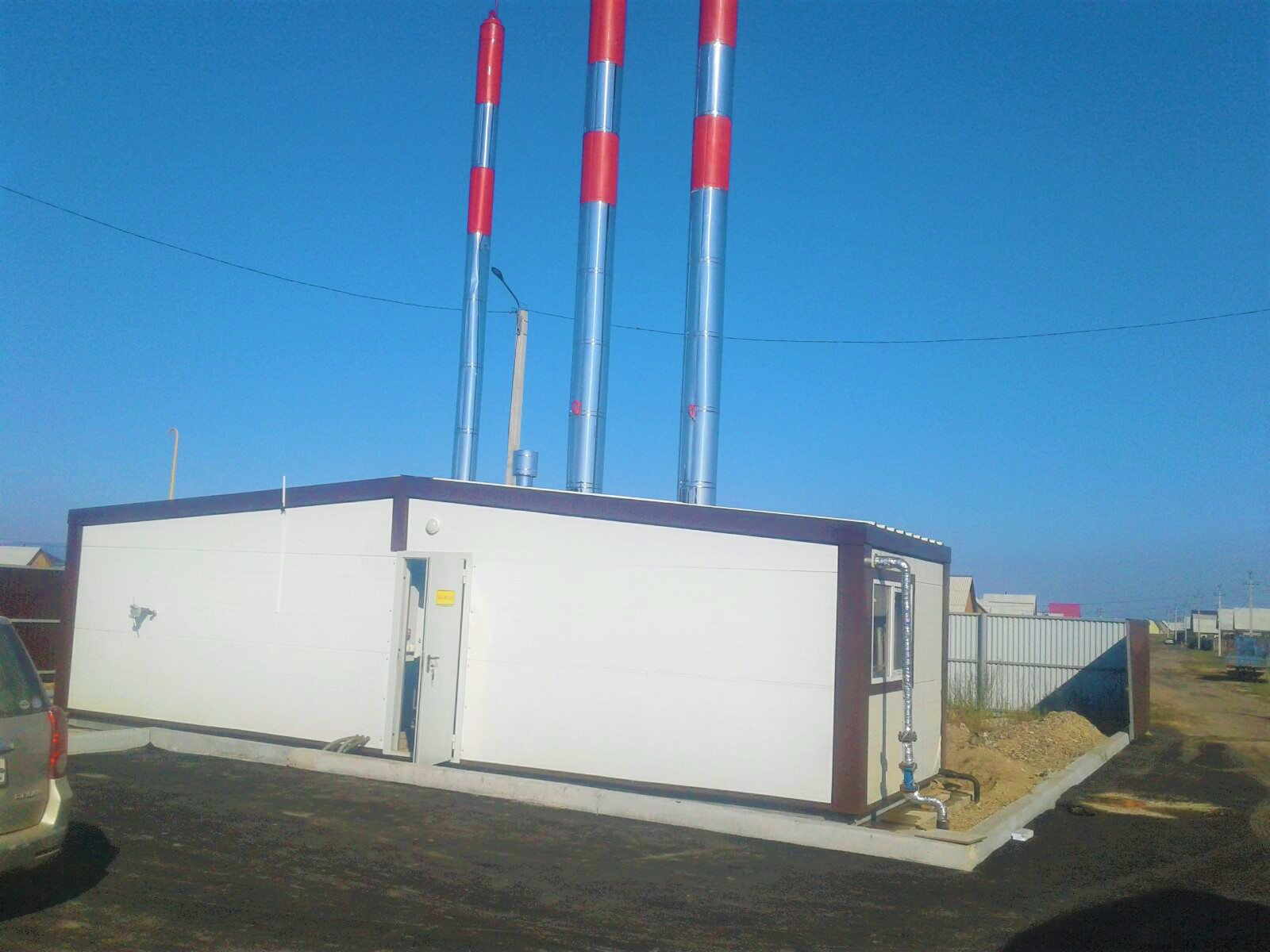
Котельная на природном газе при школе в Бурятии, Россия

### По типу расположения
- Отдельно стоящие;
- Крышные котельные;
- Встроенные в здания другого назначения;
- Пристроенные к зданиям другого назначения;
- Блочно-модульного исполнения;
- Рамные на поддонах.

### По типу используемого топлива
- Газовые котельные;

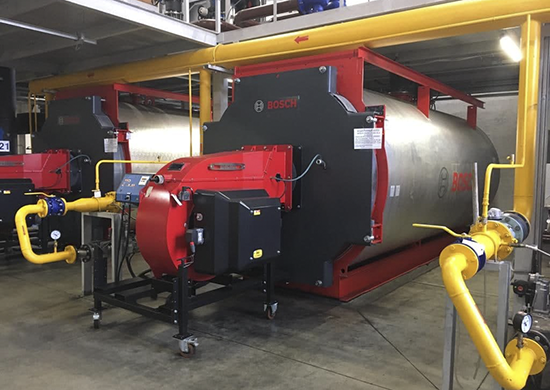
Газовая котельная фирмы «Bosch»

- Жидкотопливные (мазут, дизельное топливо, отработанное масло);
- Твердотопливные (дрова, кокс, бурый и каменный уголь, брикеты);
- Комбинированные многотопливные.

### По типу устанавливаемых котлов
- Паровые;
- Водогрейные;
- Смешанные;
- Диатермические.

### По назначению тепловой нагрузки
- Отопительные (отопление, вентиляция, горячее водоснабжение);
- Производственные (пар и/или горячая вода для технологических потребителей);
- Смешанные (обеспечение отопительной и производственной функции).

### По категории надежности отпуска тепла
- первой категории — котельные, являющиеся единственным источником тепла системы теплоснабжения и обеспечивающие потребителей первой категории, не имеющих индивидуальных резервных источников тепла;
- второй категории — остальные котельные.

### По типу применения
1) Частные котельные — для частных домов, не имеющие социальной значимости;
2) Общественные котельные — для города, поселения, больницы, производства и т. д. и т. п., отдельно стоящее здание стратегического назначения.